# حزقيال بابلو تيرا
حزقيال بابلو تيرا (بالإسبانية: Juan Pablo Terra) هو مهندس معماري ورسام وسياسي أوروغواني، ولد في 3 سبتمبر 1924 في مونتفيدو في الأوروغواي، وتوفي في 13 سبتمبر 1991. حزبياً، نشط في Christian Democratic Party of Uruguay ‏. وقد انتخب عضو مجلس شيوخ الأوروغواي ‏ وانتخب عضو المجلس النيابي الأوروغوياني ‏.